# Гора Хрустальная
Гора Хруста́льная — упразднённый в феврале 2016 года посёлок в составе Верх-Исетского района города Екатеринбурга в Свердловской области.

## Географическое положение
Посёлок расположен в муниципальном образовании «город Екатеринбург». На северном склоне горы Хрустальная вблизи карьера проходит автодорога Екатеринбург — Пермь. Расстояние до центра Екатеринбурга — 14 километров (по автотрассе — 15 километров), до ближайшей железнодорожной станции Перегон — 3,5 километров, до центра бывшего Северского поселкового совета посёлка Северка — 8 километров. Ближайшие населённые пункты — Медный, Палкинский Торфяник, Светлая Речка и Северка.

## История
В 1938 году был передан из подчинения Палкинского сельсовета в состав создаваемого Северского сельсовета.
До включения в состав МО «город Екатеринбург» посёлок Гора Хрустальная входил в состав Северского поселкового совета г. Первоуральск.
15 мая 1991 года включён в состав г. Свердловска решением Свердловского горсовета № 183.
9 декабря 2014 года был назначен опрос жителей по вопросу присоединения поселка к городу Екатеринбургу. 10 марта 2015 года на основании Акта об установлении факта отсутствия граждан поселок был признан не имеющим постоянного населения.
11 февраля 2016 населённый пункт был упразднён и включён в городскую черту Екатеринбурга.

## Население
| 2002 | 2009 | 2010 |
| ---- | ---- | ---- |
| 15   | →15  | ↘0   |

По переписи 2010 года посёлок не имеет постоянного населения. По переписи 2002 года в посёлке проживало 15 человек, в том числе 9 мужчин и 6 женщин. Преобладающая национальность (на 2002 год) — русские (100 %).
В начале 2000 годов администрация карьера «Гора Хрустальная» переселила всех жителей поселка в Екатеринбург и Первоуральск.